# Sept variations sur un thème de l'opéra Silvana
Les sept variations sur un thème de l'opéra Silvana pour clarinette et piano op. 33 (ou Variations concertantes, (en allemand : Silvana Variationen) sont une œuvre de musique de chambre de Carl Maria von Weber composée en 1811. Il s'agit d'un travail de variations effectué par le compositeur dans le style de l'époque sur un air de son opéra pour en faire la promotion dans les salons.
Il est remarquable de noter que Weber maîtrise cette technique d'écriture depuis sa prime jeunesse car déjà à l'âge de douze ans, Weber avait composé de manière prolifique sous la direction encourageante de son maestro Johann Nepomuk Kalcher (1764–1827) des séries de variations, en plus de plusieurs sonates pour piano, des trios à cordes et des chansons.
Weber écrivit en 1811 les sept variations sur un thème de Silvana (en) en une seule journée, à l'occasion d'une tournée de concert avec le clarinettiste de la Cour de Munich Heinrich Joseph Bärmann dans une année de composition très féconde. L'opéra Silvana avait rencontré un grand succès auprès du public en 1810 et constitue son premier grand opéra alors qu’il est maître de musique du Prince Louis à Stuttgart.
La pièce a été éditée en 1814.
La pièce fait partie, avec les concertos et le concertino du même compositeur, des classiques de la clarinette étudiés par les clarinettistes lors de leurs études académiques et est disponible entre autres aux éditions Robert Lienau et chez Schott Music en version Urtext.
Il existe également des transcriptions pour violon et piano ainsi que des adaptations pour piano seul de cet opus.

## Structure
La pièce se compose d'un thème en mi bémol majeur et de sept variations :
1. Thema: Andante con moto
2. Var. 1: Più vivo
3. Var. 2: Con grazia
4. Var. 3: Molto adagio, quasi fantasia
5. Var. 4: Animato e con fuoco
6. Var. 5: Allegro animato, con fuoco
7. Var. 6: Lento
8. Var. 7: Allegro

## Analyse
« Weber a sorti ce morceau lors d'une tournée de concerts avec son ami clarinettiste Heinrich Joseph Bärmann. Les deux hommes devaient donner un concert à Prague, où Weber espérait faire produire son opéra Silvana. Pour vanter les mérites de l'opéra auprès du public praguois, Weber a écrit, répété et joué en une seule journée un quart d'heure de variations sur l'air Warum musst' ich dich je erblikken. Weber avait déjà intégré des variantes de cet air dans la cinquième de ses six sonates "progressives" pour violon et piano. La mélodie majestueuse monte doucement et progressivement dans la gamme, s'arrête sur un petit trille, poursuit son ascension et redescend doucement comme une plume. Elle répète son parcours autour de deux petites sections légèrement contrastées, puis se lance dans une série de variations tapageuses, du moins c'est ce que l'on croit en entendant la première. La deuxième est entièrement confiée au piano ; à son retour, la clarinette est d'humeur plus réfléchie et offre une troisième variation lente et très expressive. Cette approche se maintient jusque dans la partie centrale de l'œuvre, le clarinettiste ne faisant preuve de virtuosité que dans un bref passage de trilles et de grands sauts. Le piano prend à nouveau une variation pour lui-même, ce qui nous ramène au domaine du pur spectacle. À l'exception d'un long détour inquiétant, les variations qui suivent sont florissantes et s'étendent sur toute la gamme de la clarinette. De façon surprenante, l'ensemble se termine non pas par un feu d'artifice, mais par une réaffirmation discrète du thème original. »

## Enregistrements
Il existe de nombreux enregistrements de cette pièce avec des prises de tempo très variables sur le thème. On notera comme remarquable l'enregistrement suivant avec un lyrisme très présent à la clarinette et à un tempo calme et détendu :
- Weber: La musique de chambre avec clarinette avec Claude Faucomprez (clarinette) et Alain Raës (piano), et le quatuor Lalo, (Solstice, 1993)

### Monographies
- Jean-Luc Caron et Gérard Denizeau, Carl Maria von Weber, Paris, bleu nuit éditeur, coll. « horizons » (no 73), 2019, 176 p. (ISBN 978-2-358-84087-3).
- John Warrack, Carl Maria von Weber : Le musicien, l'œuvre, Paris, Fayard, 1987, 480 p. (ISBN 978-2-213-01979-6).